# Rozarium

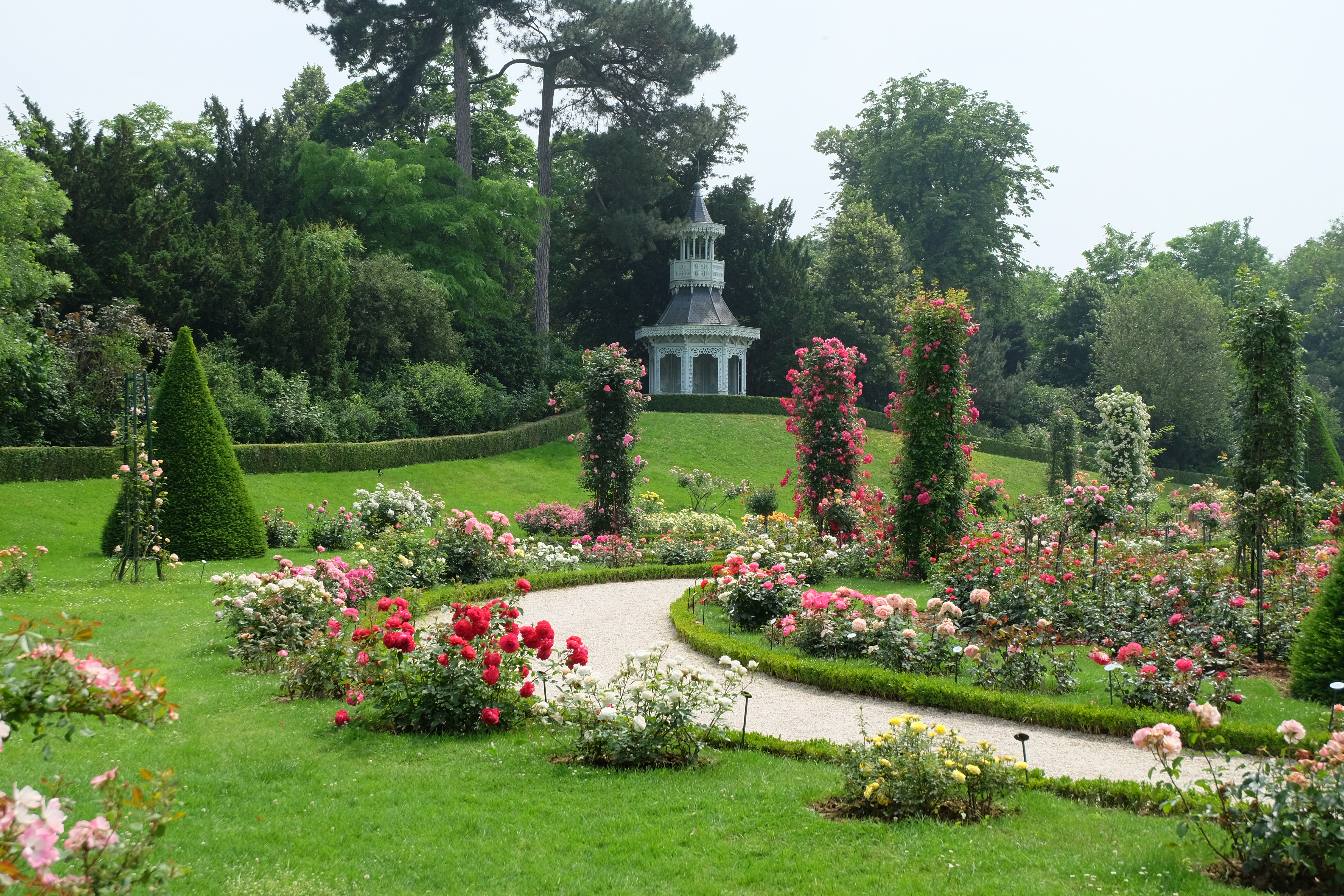
Rozarium w Parku Bagatelle w Paryżu

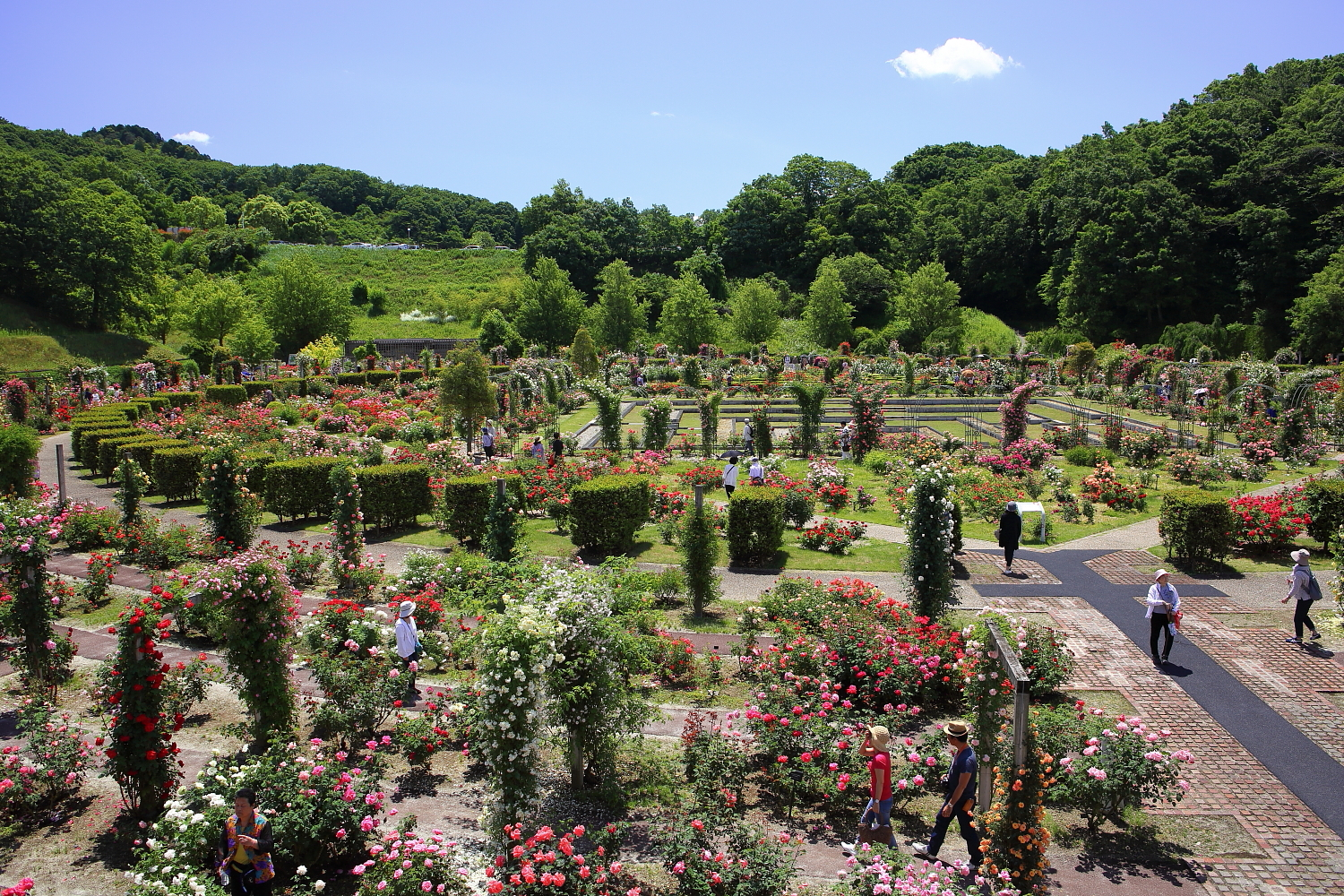
Rozarium Flower Festival Commemorative Park w Japonii

Rozarium (łac. rosarium), różanka, ogród różany – ogród lub jego część, gdzie uprawiane i eksponowane są kolekcje róż. Rozaria cechują się zwykle bogactwem kultywarów tego rodzaju. W Europie rozaria istniały od średniowiecza, a rozpowszechniły się w XIX wieku. Za jeden z pierwszych wyspecjalizowanych ogrodów różanych uważany jest ten założony przez pierwszą żonę Napoleona Bonaparte Joséphine de Beauharnais w La Malmaison (Francja). W chwili jej śmierci, w 1814 roku, w ogrodzie, prezentowane zarówno w donicach jak i na rabatach, rosło około 400, czyli wszystkie dostępne wówczas odmiany róż. Obecnie w dalszym ciągu istnieje tam rozarium, jednak ma ono niewiele wspólnego ze swoim słynnym pierwowzorem. O ile w ciągu XIX wieku róże uprawiano zwykle w rozariach, w ciągu XX wieku ich znaczenie zmalało, a róże znalazły zastosowanie w urządzaniu rozmaitych terenów zielonych.
Ogrody różane mają zazwyczaj geometryczną, prostolinijną architekturę. Składają się z zespołu rabat, najczęściej o regularnych, geometrycznych kształtach. Na każdej rabacie uprawiane są róże dobrane tak, by zachować harmonię kolorystyczną kwiatów. Między rabatami umieszczane są pergole, łuki i trejaże pozwalające na ekspozycję odmian pnących.

## Rozaria europejskie
Do popularnych rozariów europejskich należą:
- Europa-Rosarium w Sangerhausen (Niemcy) – uchodzi za największe na świecie. Na 15 ha zgromadzono około 80 tysięcy krzewów prowadzonych w różnych formach, reprezentujących 8700 taksonów botanicznych i odmian uprawnych[2].
- Roseraie du Val-de-Marne w L’Haÿ-les-Roses (Francja)
- Rozarium Dolná Krupá na Słowacji
- Rozarium w parku Bagatelle w Paryżu gdzie odbywa się coroczny międzynarodowy konkurs róż.

## Ogrody różane w Polsce
W Polsce przykładami rozariów są: rosarium w Parku Śląskim w Chorzowie (największe w Polsce, zajmuje 7 ha), ogród różany w Szczecinie, ogród różany w Parku Sobieskiego w Wałbrzychu, w Wilanowie i w parku przy zamku w Łańcucie.